# Ветреница енисейская
Ветреница енисейская (лат. Anemone jenisseensis) — многолетнее травянистое растение, вид рода Ветреница (Anemone) семейства Лютиковые (Ranunculaceae).

## Синонимы
Латинские синонимы: Anemonoides ranunculoides subsp. jenisseensis, Anemonoides jenisseensis.
Русские синонимы: Анемоноидес лютиковидный енисейский, Анемоноидес енисейский, Ветреничка енисейская.

## География
Встречается на юге Западной Сибири: Томская область, Кемеровская область.
В Средней Сибири: Красноярский край — Путоранский флористический район (окрестности Дудинки и Игарки), Тунгусский флористический район, Верхнеенисейский флористический район (р. Енисей), Хакасия, Тува.
В Восточной Сибири: Иркутская область — Ангаро-Саянский флористический район. Эндемик Сибири.
Произрастает в хвойных, смешанных и лиственных лесах, на опушках, влажных лесных лугах, окраинах болот. Весенний эфемероид. Опыляется насекомыми.

## Ботаническое описание
Многолетнее растение с толстыми мясистыми шнуровидными горизонтальными корневищами.
Стебли 15-25 см высотой, тонкие, слабые, голые. Прикорневые листья ко времени цветения отсутствуют.
Стеблевые листья на коротких (3-5 мм длиной) черешках, собраны в мутовку ближе к середине стебля, тройчаторассечённые; сегменты их линейно-ланцетные, суженные к обоим концам, в верхней половине с редкими пильчатыми зубчиками или цельнокрайные, по краям с очень короткими ресничками.
Цветоносы в числе 1-2, коротко опушенные, короче листьев. Цветки правильные, 1.5-2 см диаметром.
Околоцветник простой, венчиковидный. Листочки околоцветника в числе 5, горизонтально простертые, яйцевидные или эллиптические, желтые, снаружи пушистые. Тычинки короче околоцветника. Пестик с коротким простым столбиком. Завязь с одним семязачатком, плод — семянка.
Плодики (семянки), коротко волосистые, с коротким изогнутым носиком, образуются в июле.
Число хромосом: 2n = 16

## Охранный статус
Занесена в Красную Книгу Иркутской области1.

## Значение и использование
Не поедается скотом. Для сельскохозяйственных угодий — сорное растение. Используется в составлении букетов, нередко выращивается как декоративное растение.
Ветреница енисейская, как и все Лютиковые, богата алкалоидами и гликозидами.